# Баллистическая ракета средней дальности
Баллисти́ческие раке́ты сре́дней да́льности (БРСД) — согласно принятой в России классификации (на основе договора Договору о ликвидации ракет средней и меньшей дальности (ДРСМД)), баллистические ракеты дальностью полёта от 1000 до 5500 километров.
БРСД могут оснащаться ядерными боевыми головками.
С 1991 года баллистические ракеты средней дальности, согласно ДРСМД, не состоят на вооружении вооружённых сил (ВС) СССР и США.
С 2019 года ДРСМД не действует после выхода США из договора.

## На вооружении
- ВС Израиля — «Иерихон-2»
- ВС Индии — «Агни-3», «Агни-4[англ.]»
- ВС Ирана — «Шахаб-3», «Саджил»
- ВС Китая — «Дунфэн-10[англ.]»; «Дунфэн-17», «Дунфэн-21», «Дунфэн-25», «Дунфэн-26[англ.]»
- ВС КНДР — «Нодон», «Тэпходон-1», «Мусудан»
- ВС Пакистана — «Хатф-V» («Гаури»)
- ВС России  - «Орешник»

## Сняты с вооружения
- ВС СССР — РСД-10, Р-5, Р-12 и Р-14 (по классификации НАТО: SS-20, SS-3, SS-4 и SS-5 соответственно)
- ВС США — PGM-17 Thor, Першинг-2
- ВС Великобритании — PGM-17 Thor
- ВС Франции — S2, S3[англ.]
- ВС Китая — Дунфэн-3(А)